# Elysium Mons
Elysium Mons es un volcán de Marte localizado en la Elysium Planitia, en las coordenadas 25°N, 213°O, en el hemisferio oriental marciano. Se eleva sobre 12,5 km por encima de las llanuras de lava circundantes. Su diámetro es de unos 240 km, con una cumbre constituida por una caldera de unos 14 km de diámetro.

## Descubrimiento
Elysium Mons fue descubierto en 1972 gracias a imágenes obtenidas por la nave orbital Mariner 9.

## Galería

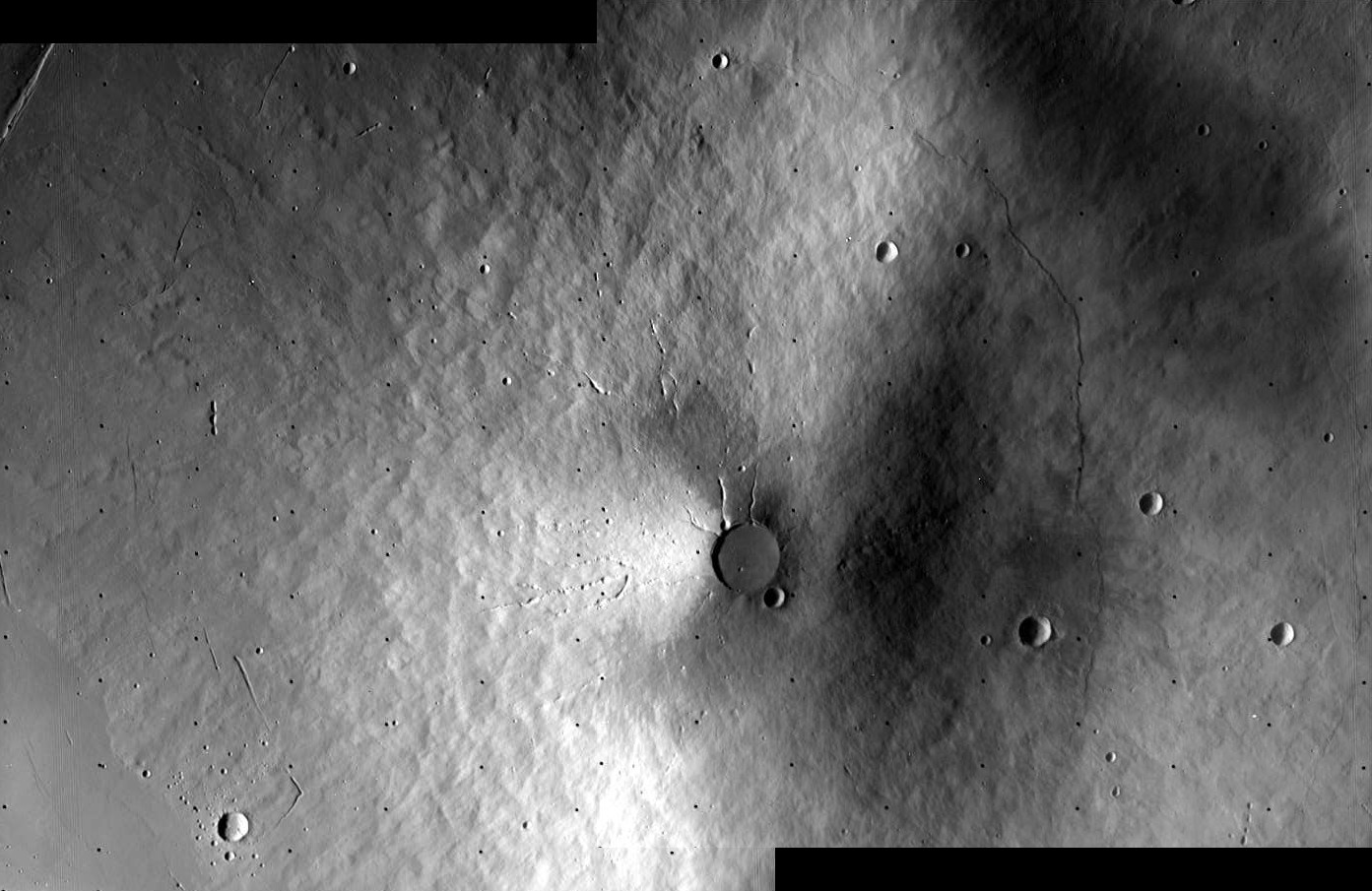
Mosaico tomado por la Viking Orbiter 1 (1977)
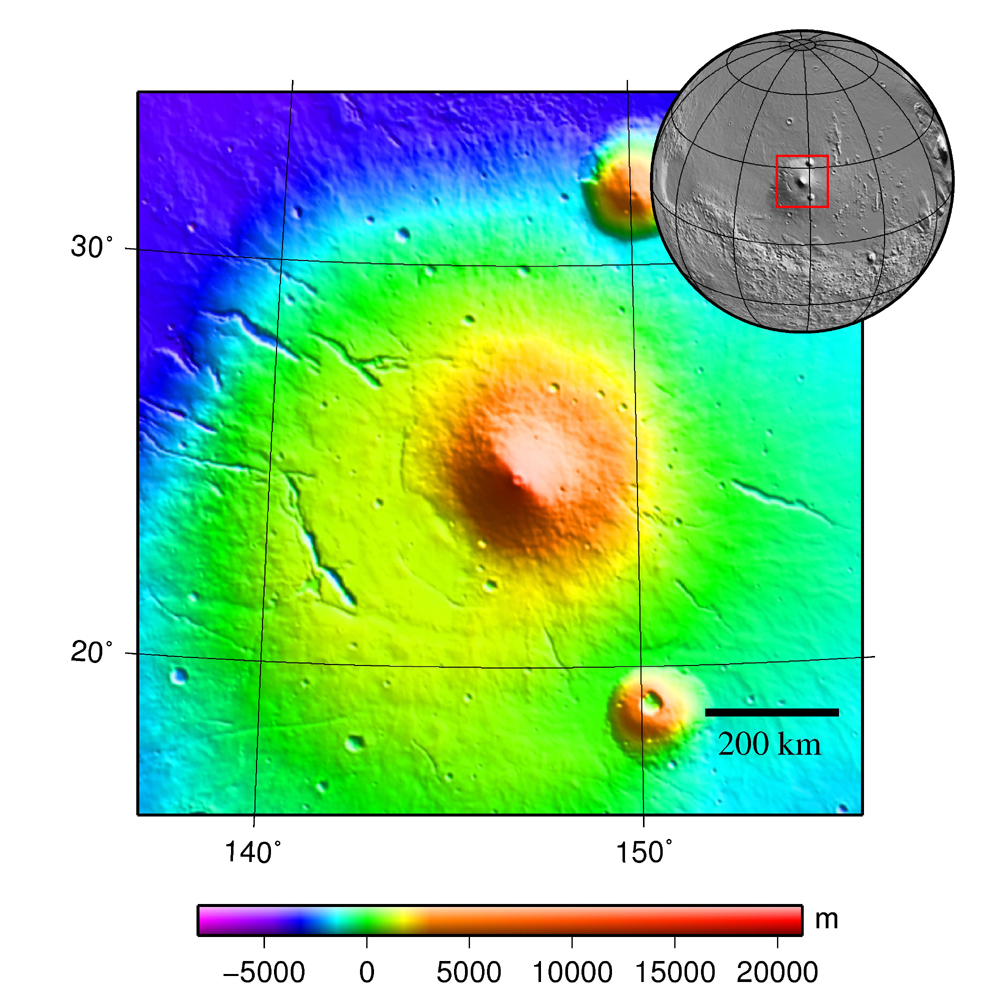
Topografía del área de Elysium Mons, de MOLA
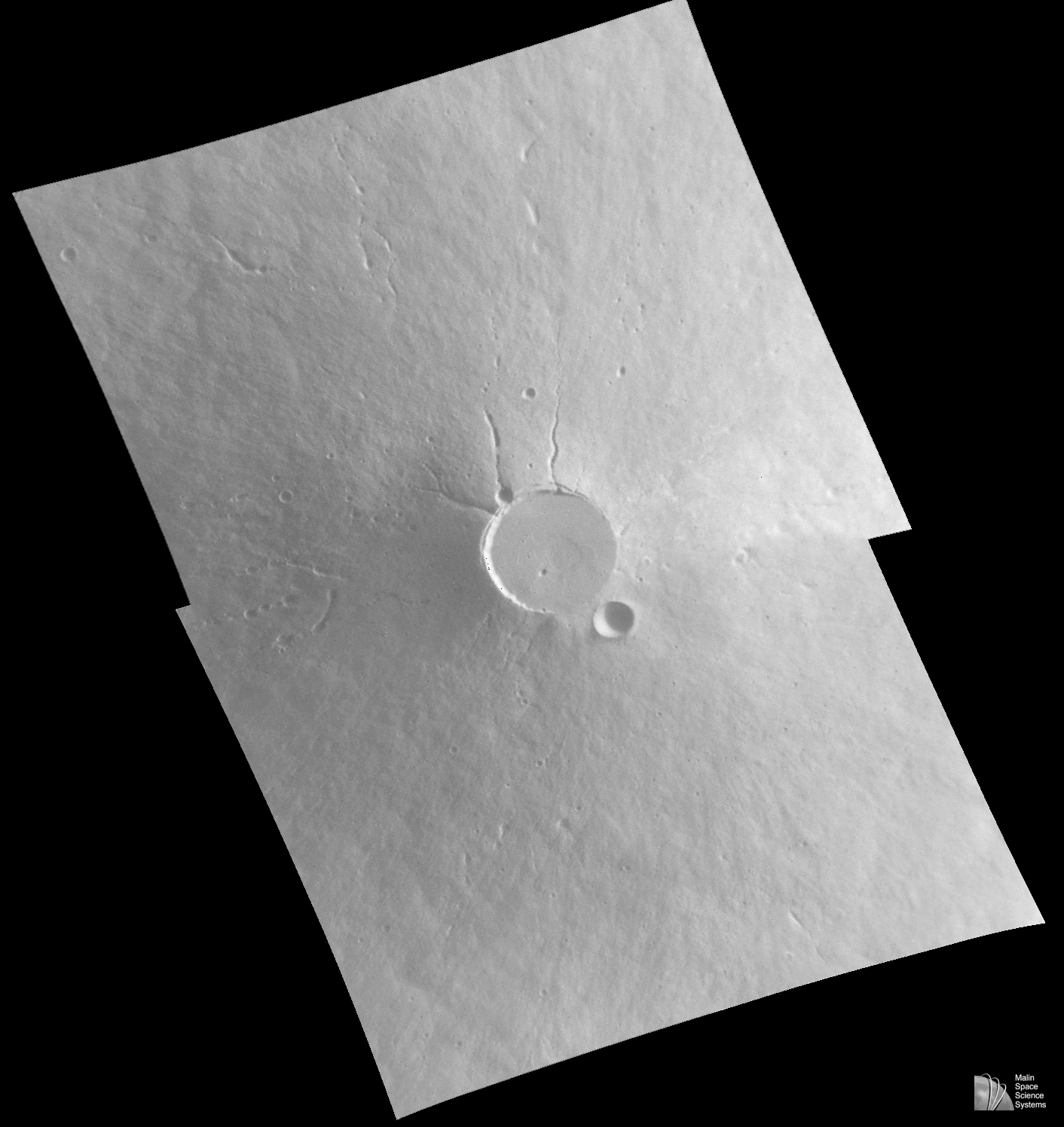
Vista del área de la cumbre por Mars Global Surveyor
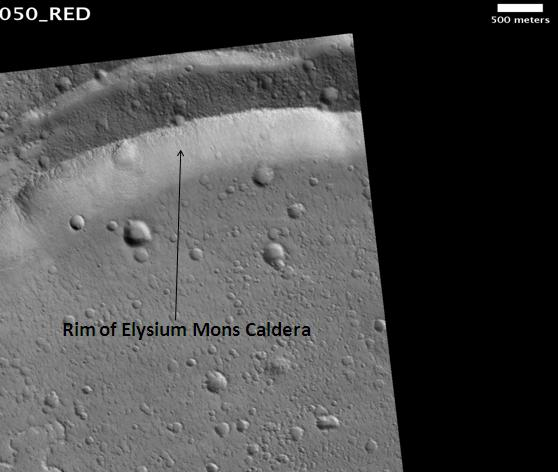
Borde de la caldera de Elysium Mons, visto por HiRISE